# 黃雪兒 (童星)
黃雪兒（英語：Nicole Wong Suet Yi，2010年3月12日—），是香港女童星。出道首套電影為《紀念日》，其後於無綫電視劇集演出，當中以劇集《幕後玩家》飾秦應心及劇集《宮心計2深宮計》飾小元玥一角令觀眾更為熟悉。參與電影、電視劇、硬照、廣告及商場宣傳照拍攝。

## 參與作品

### 電影
| 首播   | 劇名        | 角色                             |
| 2015年 | 綁架叮叮噹  |                                  |
| 2015年 | 紀念日      | 詩詩                             |
| 2016年 | 賭城風雲III |                                  |
| 2016年 | 寒戰II      | 蔡元祺之孫女（戲份已被完全刪剪） |
| 2019年 | P風暴       | 廖雨萍（童年）                   |
| 2024年 | 破戰        | 李勝安女兒                       |

### 電視劇（無線電視）
| 首播   | 劇名                 | 角色           |
| 2016年 | 愛回家之八時入席     | 晴晴           |
| 2016年 | 警犬巴打             |                |
| 2016年 | 幕後玩家             | 秦應心（心心） |
| 2017年 | 味想天開             | 孤兒           |
| 2017年 | 心理追兇 Mind Hunter | 小女孩         |
| 2018年 | 溏心風暴3            | 小女孩         |
| 2018年 | 誇世代               | 小女孩         |
| 2018年 | 翻生武林             | 小女孩         |
| 2018年 | 宮心計2深宮計        | 元玥（童年）   |
| 2018年 | 特技人               | 袁丸（童年）   |
| 2019年 | 十二傳說             | 黃玉（童年）   |
| 2019年 | 她她她的少女時代     | 張晴（童年）   |
| 2019年 | 金宵大廈             | 谷雪（童年）   |
| 2019年 | 解決師               | 蔣穎欣（童年） |
| 2020年 | 降魔的2.0            | 馮巧兒（巧兒） |
| 2021年 | 星空下的仁醫         | 戴維嘉         |
| 2021年 | 換命真相             | 張旻（童年）   |

### 無綫節目
| 首播   | 劇名       | 角色   |
| 2016年 | 湊仔攻略   | 賴子淇 |
| 2018年 | 兄弟大茶飯 |        |

### 港台節目
| 首播   | 劇名        | 角色 |
| 2016年 | 女人多自在5 | 伊伊 |

### 微電影
| 首播   | 劇名           | 角色 |
| 2015年 | 萬眾同心公益金 | 欣欣 |
| 2015年 | 百佳：金寶湯   |      |
| 2017年 | Vanish hk      |      |
| 2017年 | 純愛版         |      |

### 其他節目
- 100毛 i訪問（2016年）
- 黑白呈獻：全新Master Milk Tea火熱上演（2019年）

### 電視廣告/主要平面廣告
- Mides （2013年）
- Town gas Cooking centre廣告拍攝 （2013年）
- 維多C （2014年）
- ICAC （2014年）
- 維多C （2015年）
- 公益金 （2015年）
- 生活智庫 （2015年）
- 安心寶 （2015年）
- 喜漾 （2015年）
- 昂坪360 （2016年）
- Fforfreemax　（2016年）
- 康業信貸1分鐘廣告 （2016年）
- TVB Ad Fun  （2016年）
- MTR Club （2016年）
- 東瀛遊廣告  （2017年）
- 小兒靈芝蜜 （2017年）
- PizzaHut （2017年）
- Uniqlo我的快樂衣櫥 Print ad.（2018年）
- Disney（2018年）

### 出席活動（主要）
- Emax 輝耀姫記者會 （2014年）
- 新地九大商場聖誕記者會 （2015年）
- 紀念日 首映禮 （2015年）
- 紀念日 慶功宴（2016年）
- Vinda維達紙婚紗Catwalk Show （2016年）
- Princess Anna Catwalk Show（2016年）
- 幕後玩家 煞科宴 （2016年）
- Pizza Express:Summer Safari 兒童薄餅派對 （2016年）
- 幕後玩家 宣傳活動 （2016年）
- 東海薈拉斐特 （2017年）
- 明珠台:野性特工隊 宣傳活動 （2017年）
- LA ROCHE-POSAY 「親子護膚學院」開學啦！（2018年）
- 宮心計2深宮計首映禮（2018年）
- Amazing Summer 宣傳（2018年）
- 迪士尼巨星嘉年華（2018年）
- Goal For Fun嘉年華（2018年）
- 荃灣廣場xLego我們的遊樂場（2018年）
- 新華行股份有限公司True Balance活動（2018年）
- Citywalk．TOYSOUL．MALLNIVAL盛夏嘉年華（2018年）
- 【Thomas大電影之世界大冒險】首映派對（2018年）
- 小書蟲大世界（2018年）
- 新城市廣場三期 Fila Kids開張活動（2018年）
- 海洋公園哈囉喂2018 率先試玩（2018年）
- 韓國星級魔術班（2018年）
- 高鐵初體驗（2018年）
- Hot Toys全新專門店[Rebel Base狂熱基地] 率先參觀（2018年）
- D·Park愉景新城 北歐聖誕體驗館 率先試玩（2018年）
- The Whampoa Pokemon 率先試玩（2018年）
- 荃新天地 x Hot Wheels「Challenge Accepted 50周年慶典」入場試玩（2018年）
- 無敵破壞王2：打爆互聯網 首映禮（2018年）
- 東港城 珍寶珠夢幻嘉年華（2018年）
- 冰上迪士尼之百年經典匯演（2019年）
- D·Park愉景新城 遊世界日本新年祭 率先試玩（2019年）
- 小畫家大夢想（2019年）
- Qposket 率先試玩（2019年）
- Disney妮妮與沙奈的童話生活 率先試玩（2019年）
- 小飛象 首映禮（2019年）
- Disney蟻俠與黃蜂女擊戰特攻 率先試玩（2019年）
- 荃灣愉景新城 恐龍體驗館 率先試玩（2019年）
- 女皇哥基大冒險 首映禮（2019年）
- FILS 非常母親節快樂 cook （2019年）
- 始創中心 母親節 幸福滋味烹飪比賽（2019年）
- 阿拉丁 首映禮（2019年）
- 麵麵店 小儀推介車仔麵 率先試食（2019年）
- STARSSHOWS 香港舞蹈馬拉松 表演（2019年）

## 資料來源
1. ↑  . 明報周刊. 6月3日  [2018-07-06]. （原始内容存档于2018-08-28）.